# Attaque de Halamish
L'attaque de Halamish, ou massacre de Halamish,,, est une attaque terroriste perpétrée contre une famille juive dans la colonie israélienne de Halamish (également connue sous le nom de Neve Tzuf) en Cisjordanie, le 21 juillet 2017. Trois Israéliens ont été poignardés à mort et une autre personne a été grièvement blessée. Les victimes de l'attaque étaient Yosef Salomon, sa fille Chaya et son fils Elad, tous trois assassinés lors de l'attaque, ainsi que Tova Salomon, l'épouse de Yosef, qui a été blessée mais a survécu.
L'assaillant, un Palestinien du village voisin, a été abattu par un voisin et arrêté. Il a été découvert par la suite qu'il s'identifiait au Hamas et avait déjà été arrêté plusieurs fois par les forces de sécurité palestiniennes.

## Contexte historique
À la suite de la fusillade sur le Mont du Temple en 2017 (en), survenue le vendredi de la semaine précédant l'attaque, au cours de laquelle trois Israéliens musulmans ont attaqué et tué deux policiers israéliens à l'extérieur et à l'intérieur du Mont du Temple, les autorités israéliennes ont renforcé les mesures de sécurité dans la zone avant les entrées du Mont du Temple. Cela comprenait l'installation de détecteurs de métaux.
Les dirigeants musulmans ont refusé d'accepter les nouvelles mesures et ont appelé leurs fidèles à protester contre celles-ci et à prier devant le Mont du Temple, déclarant que les prières de ceux qui passaient par les détecteurs de métaux étaient nulles et non avenues. Trois musulmans ont été tués dans et autour de Jérusalem après les émeutes qui ont suivi.

## L'attaque
Le 21 juillet 2017, un jeune Palestinien armé d'un couteau a sauté par-dessus la clôture de sécurité à Halamish et est entré dans une maison dont la porte était ouverte, à environ 100 mètres de la clôture, surprenant les membres de la famille Salomon qui se préparaient pour une célébration de Shalom Zachar pour la naissance d'un petit-fils. Il a poignardé à mort le grand-père de 70 ans, Yossi, sa fille de 46 ans, Chaya, et Elad, âgé de 36 ans, tous déclarés morts sur place. La grand-mère de 68 ans, Tova, a également été poignardée et gravement blessée avant de s'échapper à l'étage. L'épouse d'Elad et ses trois enfants, qui étaient en bas, ont échappé à l'attaque en se barricadant dans une pièce à l'étage avec deux nourrissons,,. Un soldat israélien en permission a réagi en tirant sur l'assaillant à travers une fenêtre.

## L'assaillant
L'assaillant était Omar al-Abed, âgé de 19 ans, originaire de Kobar, un village près de Ramallah,,. Deux heures avant l'attaque, Omar Al-Abed al-Jalil avait appelé à la défense de la mosquée Al Aqsa sur sa page Facebook, écrivant : « Prenez vos armes et résistez... Je n'ai qu'un couteau et il répondra à l'appel d'Al-Aqsa... Je sais que je pars et ne reviendrai pas. ». Al-Jalil portait un Coran et une bouteille d'eau lors de l'attaque, et on pense qu'il s'était purifié rituellement avant d'entrer dans la maison et d'attaquer,.
Al-Abed a été condamné à 4 peines de réclusion à perpétuité par le tribunal militaire et à des dommages-intérêts de 2 550 000 shekels aux victimes. Dans leur jugement, les juges ont écrit : « Nous avons également discuté de la peine maximale - la peine de mort. Les mots ne peuvent décrire l'étendue de l'atrocité commise par le défendeur » et ont appelé à ce qu'al-Abed « ne soit libéré dans aucun accord futur ». Dans une opinion dissidente minoritaire, le juge Dov Gilboa a plaidé en faveur de la peine de mort en disant qu'al-Abed « a profité de tout le procès avec le sourire ». Les deux autres juges, Zvi Heilbronn et Menachem Lieberman, ont voté contre la peine de mort.
En mai 2018, le ministère israélien de la Défense a estimé qu'Al-Abed (qui avait déjà reçu 12 200 shekels) recevrait 12 604 000 shekels en paiements de l'Autorité palestinienne d'ici à ce qu'il atteigne l'âge de 80 ans. Cette estimation a été préparée en conjonction avec une législation israélienne qui permettrait des déductions permanentes des transferts à l'Autorité palestinienne en raison de tels paiements, similaire au Taylor Force Act (en) des États-Unis.

## Conséquences
Plusieurs ministres israéliens ont demandé que la peine de mort soit requise par l'accusation et appliquée. Les tribunaux militaires, où l'affaire serait jugée, peuvent prononcer la peine de mort, mais cela n'a pas été une décision finale (après appel) depuis Adolf Eichmann en 1962. Le Premier ministre israélien a ensuite rejoint les appels en faveur de la peine de mort.
S'exprimant devant le Conseil de sécurité des Nations unies le 24 juillet 2017, l'ambassadeur israélien Danny Danon a présenté des photographies de l'attaque de Halamish et a déclaré : « Le terroriste qui a assassiné cette famille l'a fait en sachant que l'Autorité palestinienne le paiera des milliers de dollars par mois. », Lors d'un événement médiatique avant la réunion du Conseil de sécurité le jour suivant, le 27 juillet, Danon, accompagné d'Oran Almog, l'une des victimes de l'attentat-suicide au restaurant Maxim, a décrit l'attaque comme étant causée par l'incitation et a exigé que l'Autorité palestinienne cesse ce qu'elle appelle l'encouragement au terrorisme en versant des allocations aux familles des Palestiniens tués, blessés ou emprisonnés pour leur implication dans des attaques, pour avoir aidé à attaquer ou pour avoir planifié d'attaquer Israël, ou pour d'autres types de violences d'inspiration politique, y compris les émeutes, les manifestations violentes et les jets de pierres. Selon Jonathan Schanzer, la famille d'Omar Al-Abed recevrait un salaire de plus de 3 000 dollars par mois pendant les plus de 30 ans de peine de prison attendus, car l'Autorité palestinienne paie les attaquants emprisonnés selon une échelle mobile qui récompense ceux qui sont emprisonnés le plus longtemps.
Après que la mère du présumé auteur de l'attaque a publiquement soutenu les actions de son fils dans les médias palestiniens, elle a été arrêtée par les forces israéliennes le 25 juillet 2017,.
Le 27 juillet, l'armée israélienne a annoncé son intention de démolir la maison d'Omar al-Abed, l'assaillant qui a perpétré l'attaque à l'arme blanche à Halamish une semaine plus tôt.
Cinq membres de la famille de l'auteur de l'attaque ont été jugés pour non-dénonciation de crime, en raison de leurs soupçons de connaissance de l'intention de l'assaillant et de leur manque de signalement de cette intention aux autorités palestiniennes ou israéliennes, ayant prétendument lu le message Facebook de l'assaillant quelques heures avant l'attaque,,,. Condamnés par le tribunal militaire, ses deux frères et son oncle ont reçu une peine de huit mois de prison, son père deux mois, et sa mère, également condamnée pour incitation, un mois.
La maison de l'assaillant à Kobar a été démolie dans la nuit du 16 août 2017. Des Palestiniens ont affronté les forces de l'IDF pendant la démolition.
Dans la nuit du 29 août 2017, un studio d'enregistrement a été perquisitionné et trois membres d'un groupe palestinien de Bani Zeid et du village voisin de Kafr Ein ont été arrêtés pour avoir prétendument produit une chanson louant l'attaque. La chanson chantait que « les vrais hommes » se trouvent à Kobar et que l'assaillant « a fait coucher les sionistes par terre »,.
À la suite d'une attaque à l'arme blanche à Geva Binyamin (en) par un résident palestinien de Kobar en juillet 2018, les autorités israéliennes ont enquêté sur les similitudes entre les deux attaques.
La survivante de l'attaque à l'arme blanche a écrit une page sur le soldat en congé qu'elle a décrit comme un « héros calme et modeste », dans le livre "Our Heroes" marquant les 70 ans d'indépendance d'Israël.

## Réactions
- Israel: Le Premier ministre Benjamin Netanyahu a condamné l'attaque et a exprimé une profonde tristesse dans sa déclaration : « C'est un acte de terreur perpétré par une personne bestiale, basé sur une haine insondable. Les forces de sécurité font tout ce qui est en leur pouvoir pour maintenir la sécurité et utiliseront tous les moyens nécessaires pour y parvenir. »[40] Le président Reuven Rivlin a exprimé ses sympathies à la famille en deuil et à tous les résidents de Halamish : « C'est le devoir du monde entier, le devoir de la direction où qu'elle soit dans la région et dans le monde, de dénoncer le terrorisme et l'incitation et de coopérer avec l'État d'Israël dans la lutte contre celui-ci. Quiconque ne dénonce pas le terrorisme collabore avec lui. »[41]
- Hamas Hamas a publié une déclaration qualifiant l'attaque de « réaction nécessaire » aux nouvelles mesures de sécurité israéliennes sur le Mont du Temple. De plus, dans un tweet, ils l'ont qualifiée d'« héroïque »[42],[43].
- ONU: Le secrétaire général de l'ONU, António Guterres, a fermement condamné l'attaque à l'arme blanche, il a transmis ses condoléances aux familles endeuillées et a souhaité un prompt rétablissement aux blessés, appelant tout le monde à s'abstenir de toute action ou parole pouvant encore aggraver une situation déjà volatile[44].
- Secrétaire général de la Coalition d'opposition jordanienne** : Mudar Zahran a condamné l'attaque sur Twitter : « Nous condamnons le crime horrible d'hier à Halamish. Il est contraire aux valeurs arabes d'attaquer des familles et des enfants, juifs ou non juifs, c'est une honte. »[45]